# Tau9 Eridani
Tau9 Eridani (τ9 Eridani, förkortat Tau9 Eri, τ9 Eri) som är stjärnans Bayerbeteckning, är en dubbelstjärna belägen i den mellersta delen av stjärnbilden Eridanus. Den har en kombinerad skenbar magnitud på 4,63, är synlig för blotta ögat där ljusföroreningar ej förekommer. Baserat på parallaxmätning inom Hipparcosuppdraget på ca 10,0 mas, beräknas den befinna sig på ett avstånd på ca 327 ljusår (ca 100 parsek) från solen.

## Egenskaper
Primärstjärnan Tau9 Eridani A är en blå till vit stjärna i huvudserien av spektralklass B9.5 V, som visar en mängd anomalier i dess absorptionslinjer för kisel i spektret. Den har en massa som är ca 3,3 gånger större än solens massa, en radie som är ca 3,1 gånger större än solens och utsänder från dess fotosfär ca 166 gånger mera energi än solen vid en effektiv temperatur på ca 10 870 K.
Tau9 Eridani är en enkelsidig spektroskopisk dubbelstjärna med en omloppsperiod på 5,9537 dygn och en excentricitet på 0,1. Den är en Alfa2 Canum Venaticorum-variabel (ACV) med en rotationsperiodicitet på 5,954 dygn. Den genomsnittliga styrkan hos stjärnans magnetfält är 240,6 ± 91,0 G.